# Кисея

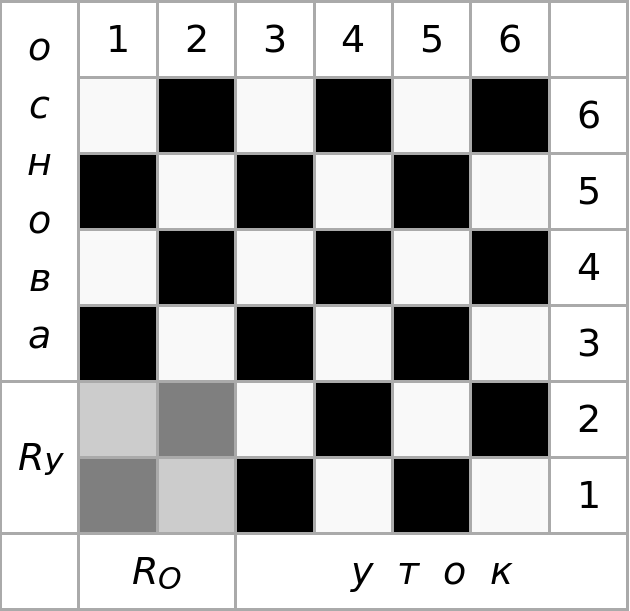
Полотняное переплетение кисейной ткани.
R_{У} — раппорт по утку,
R_{О} — раппорт по основе

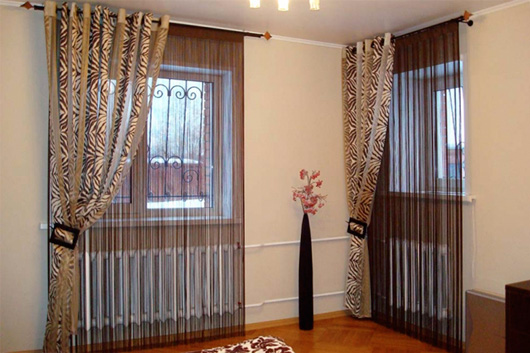
Кисея в интерьере

Кисея́ (тур. käsi — «раскроенная материя», каз. kasa — «вид ткани») — чрезвычайно легкая, прозрачная хлопчатобумажная ткань полотняного переплетения (ср. Газовые ткани), у которой нити основы значительно тоньше нитей утка и попарно обвивают нити утка, взаимно перекрещиваясь между собой, тогда как уточные нити лежат отдельно и совершенно прямо. Назначается главным образом для предметов дамского туалета, а также применяется для изготовления драпировок, занавесок и т. п.
Такая ткань популярна для изготовления штор в странах Востока c душным и жарким южным климатом, поскольку они затеняет помещение, позволяя при этом воздуху свободно циркулировать сквозь ткань.
В настоящее время кисея в России применяется как материал для декорирования окон. Производится такая оконная кисея преимущественно из синтетических волокон. Наибольшую популярность в России имеет кисея из Китая, Турции, Индии, Германии и Италии.